# Månstads landskommun
Månstads landskommun var en tidigare kommun i dåvarande Älvsborgs län.

## Administrativ historik
Kommunen inrättades i Månstads socken i Kinds härad i Västergötland när 1862 års kommunalförordningar trädde i kraft.
Vid Kommunreformen 1952 uppgick kommunen i Länghems landskommun som 1967 upplöstes då denna del uppgick  i Tranemo landskommun som 1971 ombildades till Tranemo kommun.